# Episodi di Tutor Hitman Reborn!
Tutor Hitman Reborn!, conosciuto anche come Katekyo Hitman Reborn! è un anime tratto dal manga omonimo, prodotto in 203 episodi e trasmesso in Giappone dal 7 ottobre 2006 al 25 settembre 2010. In Italia i diritti dell'anime sono stati acquisiti da Yamato Video e la serie è stata trasmessa su Man-Ga a partire dal 17 novembre 2010. La trasmissione si è interrotta a marzo 2011 dopo i primi 26 episodi, che sono stati poi pubblicati per il mercato home video nel giugno 2011. Altri quattro episodi sono stati trasmessi dal 7 novembre 2018.
La storia è divisa in nove stagioni, individuabili dal titolo della serie nella sigla di apertura, che cambia col susseguirsi degli archi narrativi. Solamente due degli otto archi narrativi non sono stati tratti dal manga, anche se la loro sceneggiatura è stata comunque scritta dalla stessa autrice del manga Akira Amano. Gli episodi aggiuntivi non sono quindi da considerarsi dei filler, ma un aggiornamento e un ampliamento dell'opera originale.

## Lista episodi
Gli episodi vengono suddivisi in stagioni prendendo come riferimento per i nomi e per le divisioni i DVD ufficiali. Ogni stagione è provvista di una sottopagina dedicata nella quale è possibile trovare informazioni più approfondite quali sigle di apertura e di chiusura utilizzate, titoli e date di trasmissione.

### Stagioni Italia
Per l'edizione italiana di Reborn, Yamato Video ha adottato una divisione diversa degli episodi rispetto all'edizione home video nipponica, corrispondente alle licenze di trasmissione acquistate.
- Tutor Hitman Reborn! I: episodi 01-26 (26 episodi), trasmessa dal 17 novembre 2010 a 22 marzo 2011;
- Tutor Hitman Reborn! II (chiamati Tutor Hitman Reborn! Speciali nella replica su Italia 2): episodi 27-30 (4 episodi), trasmessa dal 7 novembre 2018 al 12 novembre 2018.

### Stagioni Giappone
I DVD degli episodi distribuiti in Giappone sono raggruppati in stagioni generalmente basate sugli eventi dell'anime. Tali stagioni sono state utilizzate per dividere la lista degli episodi e per comodità di visualizzazione ciascun episodio si trova nella relativa sottopagina della stagione.
| Nº | Titolo Italiano (Tradotto)                                                        | Episodi | Trasmissione | Trasmissione   | Pubblicazione                    | Pubblicazione | Fonti |
| Nº | Titolo Italiano (Tradotto)                                                        | Episodi | Giappone     | Italia         | Giappone                         | Italia        | Fonti |
| 1  | Bullet                                                                            | 1-33    | 2006-2007    | 2010-2018-2023 | 26 gennaio 2007 31 agosto 2007   | giugno 2011 - | [ 2 ] |
| 2  | Saga contro i Varia 「VSヴァリアー編」 - VS vu~ariā-hen                           | 34-65   | 2007-2008    | 2023           | 30 novembre 2007 27 giugno 2008  | -             | [ 2 ] |
| 3  | Saga della vita quotidiana 「日常編」 - Nichijō-hen                               | 66-73   | 2008         | 2023-2024      | 25 luglio 2008 29 agosto 2008    | -             | [ 2 ] |
| 4  | Saga del futuro 「未来編」 - Mirai-hen                                            | 74-101  | 2008         | 2024           | 17 settembre 2008 18 marzo 2009  | -             | [ 2 ] |
| 5  | Saga del futuro (X) 「未来編[X(イクス)]」 - Mirai-hen [X (ikusu)]                 | 102-140 | 2008-2009    | 2024           | 24 aprile 2009 29 gennaio 2010   | -             | [ 2 ] |
| 6  | Saga degli Arcobaleno 「アルコバレーノ編」 - Arukobarēno-hen                      | 141-153 | 2009         | 2024           | 26 febbraio 2010 30 aprile 2010  | -             | [ 2 ] |
| 7  | La scelta futura 「未来チョイス編」 - Mirai choisu-hen                            | 154-177 | 2009-2010    | 2024-2025      | 28 maggio 2010 29 ottobre 2010   | -             | [ 2 ] |
| 8  | Saga dell'originale famiglia dei "Vongola" 「Ⅰ世ファミリー編」 - Ⅰ-Sei famirī-hen | 178-189 | 2010         | 2025           | 26 novembre 2010 28 gennaio 2011 | -             | [ 2 ] |
| 9  | Saga della battaglia futura 「未来決戦編」 - Mirai kessen-hen                     | 190-203 | 2010         | 2025           | 25 febbraio 2011 29 aprile 2011  | -             | [ 2 ] |